# Ословиці
Ословиці (пол. Osłowice) — село в Польщі, у гміні Ємельно Ґуровського повіту Нижньосілезького воєводства.
Населення — 144 особи (2011).
У 1975—1998 роках село належало до Лешненського воєводства.

## Демографія
Демографічна структура станом на 31 березня 2011 року:
|          | Загалом | Допрацездатний вік | Працездатний вік | Постпрацездатний вік |
| -------- | ------- | ------------------ | ---------------- | -------------------- |
| Чоловіки | 69      | 12                 | 49               | 8                    |
| Жінки    | 75      | 12                 | 45               | 18                   |
| Разом    | 144     | 24                 | 94               | 26                   |